# Melville J. Gideon
Melville Joseph Gideon (* 21. Mai 1884 in New York City; † 11. November 1933 in London) war ein US-amerikanischer Komponist, Sänger und Pianist.

## Leben
Melville J. Gideon wurde offenbar zunächst als Wunderkind vorgeführt und trat schon im Alter von zwölf Jahren mit den New Yorker Philharmonikern auf. Er war auch im Erwachsenenalter zunächst in den USA aktiv und widmete sich aktuellen Themen, etwa dem Taxifahren, das, so Graham Russell Hodges in seiner Sozialgeschichte der New Yorker Taxifahrer, Anfang des 20. Jahrhunderts „synonymous with a new urban culture“ wurde. Hodges zitiert als Ausdruck dieser Lebensstimmung einen umfangreichen Ausschnitt aus Gideons Take me 'round, das 1908 Element der Ziegfeld Follies war. 1909 komponierte Gideon einen der Billiken-Songs, die offenbar zeitgleich mit den ersten Billiken-Figuren auf den Markt kamen.
1911 zog Gideon nach London und trat zunächst mit einem Ragtime-Programm in der Alhambra auf. Dort wurde er nicht durchweg mit Begeisterung aufgenommen: In einem Artikel Ragtime. The New Tarantism schloss der Autor Francis Toye 1913 mit dem Satz: „[…] persuade Parliament to deport Messrs. Hirsch and Melville Gideon […] as highly undesirable aliens, before this unhappy country should be converted into an even larger lunatic asylum than it is at present.“ Dennoch war er in seiner Frühzeit in London sehr gesucht, insbesondere als sich der Zwist zwischen Charles B. Cochran und André Charlot entwickelte. Er war an Charlots Kill That Fly! beteiligt, hatte wesentlichen Anteil an der Karriere Cole Porters und entwickelte als Sänger am Klavier einen Stil, der dem Cowards ähnelte.
1913 wurde durch Zeitungsmeldungen bekannt, dass Gideon in London erhebliche finanzielle Verluste erlitten hatte und zahlungsunfähig war. 1914 wurde öffentlich bekannt gemacht, dass er mit seiner Musik pro Jahr etwa 7000 Pfund verdiente, jedoch seit Juni 1912 rund 10 000 Pfund beim Spiel verloren hatte.
Während der Zeit des Ersten Weltkriegs trat Melville J. Gideon offenbar auch in Veranstaltungen zugunsten Kriegsverwundeter auf.
In den 1920er Jahren entstanden zahlreiche Schallplattenaufnahmen mit Melville J. Gideon. 1928 brachte er im Casino de Paris in New York das Musical The Optimists heraus. 24 Vorstellungen fanden statt. Im selben Jahr erhielt er recht wohlwollende Kritiken für die Aufnahme von My Heart Stood Still und The Hours I Spent with You. Auch die Aufnahme von Roses of Yesterday und For Old Time’s Sake von 1929 wurde einigermaßen gnädig aufgenommen. 1931 wurde er mit seiner Band, mit der er im Dorchester House Hotel spielte, als Vertretung für die Samstagabendaufnahmen von Ambrose and His Band engagiert, doch stießen diese Radiosendungen auf wenig Gegenliebe. Ein Kritiker schrieb, er habe die Themse nicht eben in Flammen gesetzt, kritisierte aber die Leserzuschriften, die offenbar zum Teil recht bösartig gewesen waren.
1929 war Gideon in dem Film The Co-Optimists zu sehen. Das Musical war 1921 in London erstmals aufgeführt worden und hatte 500 Aufführungen erreicht. 1926 waren Plattenaufnahmen der Co-Optimists erschienen. 1933 spielte er in dem Film Her First Affair sich selbst.

## Werke
Quelle: 
- Oh! That Yankiana Rag (1906)
- Yankiana-Rag (1906)
- Gee! Ain’t I Glad I’m Single (1908)
- Have You Seen My Puss Cat? (1908)
- You Kid! (1908)
- Take me ’round in a Taxi Cab (1908)
- The Billiken Man (1909)
- Ragtime Land (1909)
- Baby Face (1910)
- Lovers Lane (1910)
- Rahnee (1910)
- When Rosalie Sings ‘ciribiribi’ (1910)
- I’d Like to Spend a Honeymoon With You (1910)
- Mammy’s Shufflin’ Dance (1911)
- Alone with You (1918, mit Cole Porter)[20]
- There’s a Girl in Chateau Thierry (1919)
- Faust on Toast (1920, mit Willie Redstone)[21]
- I Never Realized (1921)
- Burnt Sugar (1922)
- Stealing thro’ (1931)[22]
- Ragtime Table D’hote(?)